# Фочански прописи
Фочански прописи су документа у десет тачака које је фебруара 1942. године написао Моша Пијаде.
Почетком 1942. године руководство Народноослободилачког покрета (НОП) се преместило на новооcлобођенy територију са центром у Фочи, где је развило свестрану активност и где се задржало све до маја 1942. године. На овој ocлобођеној територији, која је обухватала Црну Гору, Санџак и источну Босну беспрекорно је деловала нова власт и остали војно-позадински органи. Централни комитет КП Југославије је 2. фебруара објавио два врло значајна документа — Задаци и устројство народноослободилачких одбора и Објашњења и упутства за рад НОО у ослобођеним крајевима. Ова документа је написао Моша Пијаде, који је користио лично искуство и постојећe материјале.
Основни задаци Народноослободилачких одбора (НОО) су формулисани према Фочанским прописима у 10. тачака, у којима се поред конкретних задатака и оквира делатности, утврђује и начин њихових конституисања са широком лепезом надлежности. Поред политичке делатности, поред бриге за снабдевање војске и становништва, безбедности, организације рада позадине. НО одбори су у исто време били и управни и извршни органи, јер су вршили функцију суда, пореске и друге финансијске послове. Други фочански документ Објашњења и упутства за рад НОО у ослобођеним крајевима даје упутства како за рад НОО, тако и за начин њиховог избора. Овим документом су тачно разграничене компетенције НОО од других организација НОП-а и посебно од НО одреда. Њихов значај се огледа у томе што је то први озбиљнији покушај кодификације нове револуционарне власти од стране војног руководства НОП-а Југославије.